# Do-DT

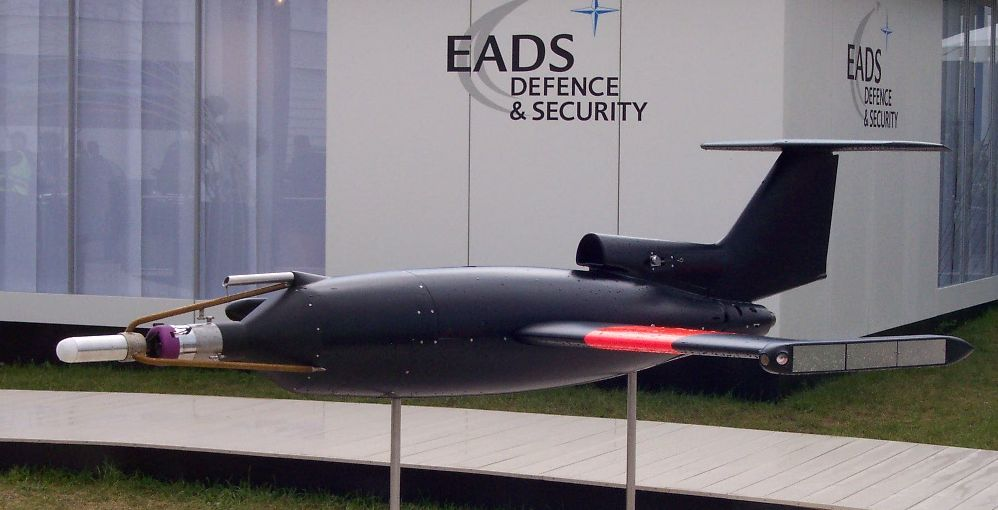
Do-DT 25

Do-DT ist eine Familie von Zieldarstellungsdrohnen des Herstellers EADS. Sie können einen großen Geschwindigkeitsbereich von niedrigen bis hohen Unterschallgeschwindigkeiten abdecken. Gleichzeitig können je nach Ausrüstung und Ausstattung der Drohnen verschiedene Szenarien und Bedrohungen dargestellt werden. Das Drohnensystem ist dabei sowohl land- als auch seegestützt einsetzbar. Durch den hohen Standardisierungsgrad der Bauteile und die Verwendung handelsüblicher Komponenten sowie die Konstruktion tragender Bauteile aus modernsten Faserverbundwerkstoffen ist die Nutzung der Do-DT-Zieldarstellungsdrohnen im Vergleich zu anderen Produkten am Markt kostengünstig. Für die Drohnenfamilie wird sie nicht nur als Fluggerät selbst angeboten, sondern Kunden haben auch die Möglichkeit, das gesamte Dienstleistungspaket „Zieldarstellung“ zu ordern, d. h., der Hersteller verkauft die Fluggeräte samt nötiger Infrastruktur, Logistik und Unterstützung im Paket für z. B. ein bestimmtes Manöver.

## Entwicklungsgeschichte

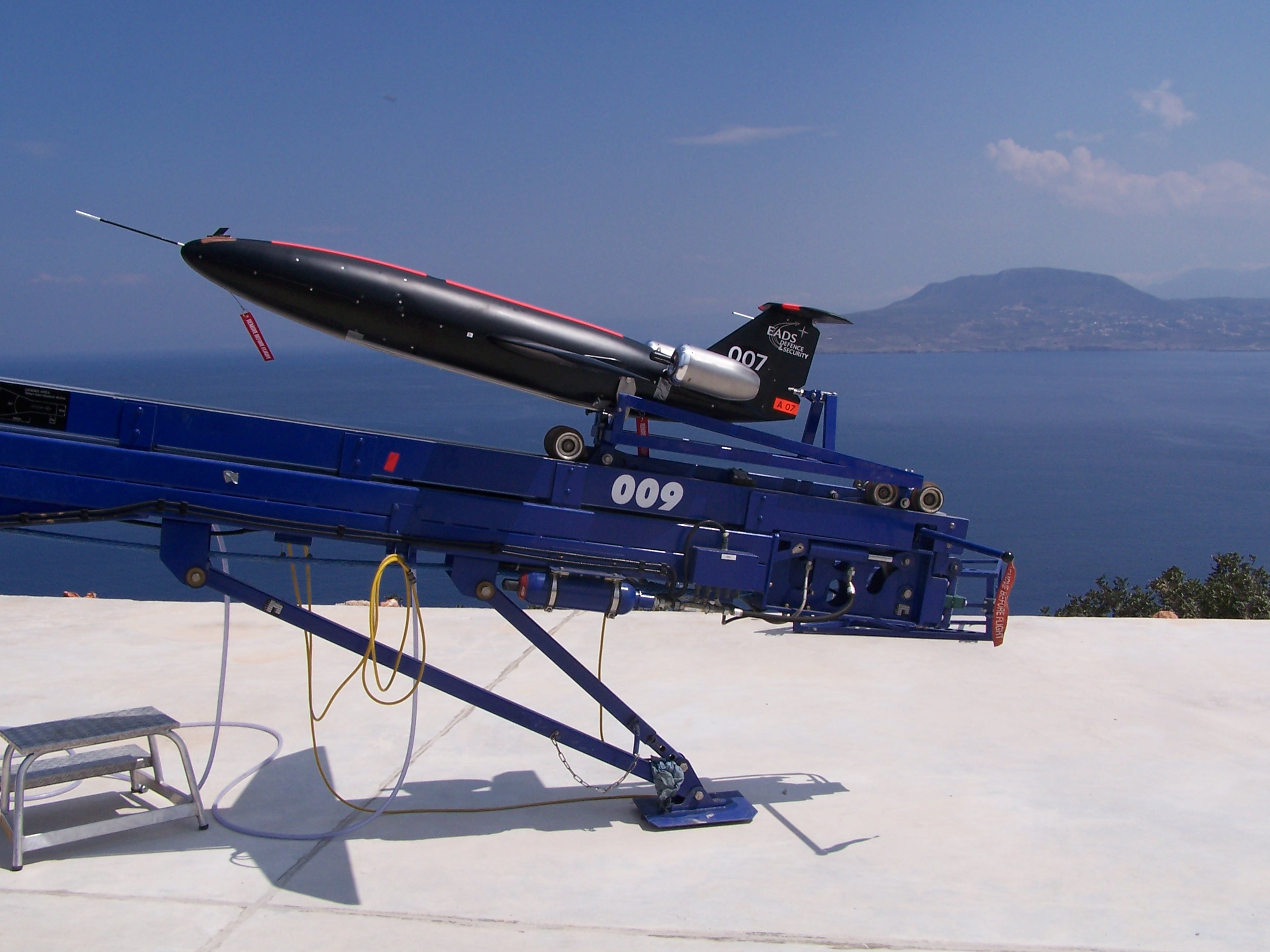
Do-DT 45 auf Startkatapult

1999 führte das Bundesministerium der Verteidigung (BMVg) Auswertungen der Tactical Firings auf dem NATO-Schießplatz NATO Missile Firing Installation auf Kreta durch. Eines der Ergebnisse war, dass die Übungsszenarien nicht mehr zeitgemäß und realistisch genug waren. Im März 2000 trafen sich Vertreter des BMVg und der Luftwaffe mit Vertretern der damaligen Dornier (heute EADS Deutschland), um die Anforderungen an eine neue Generation von Flugzieldarstellungsdrohnen zu formulieren. Diese neue Generation sollte die Verwendung von durch Flugzeuge geschleppten Zielen überflüssig machen. Gleichzeitig sollte die Nutzlast ausreichen, um zeitgemäße elektronische Ausrüstung wie Freund-Feind-Erkennung (IFF) mitführen zu können. Weiterhin war die Fähigkeit der Mehrfachzieldarstellung gefordert, um die Bedingungen eines typischen Angriffsszenarios in der modernen Luftkriegsführung durch Übersättigung der Flugabwehrkräfte darstellen zu können. Außerdem forderte die Luftwaffe, dass die Flugzieldarstellungsdrohnen direkt bekämpft werden können. Aus dieser Forderung leitete sich dann auch der Name der neuen Flugzieldarstellungsdrohnen, DT = Direct Target, ab. Als entscheidende Kriterien des Anforderungskataloges wurden zwei Forderungen herausgearbeitet:
- Die Drohne muss in der Lage sein, Geschwindigkeitsbereiche über 350 kts (ca. 650 km/h) zu erreichen.
- Die Kosten einer Zieldarstellung, mit einkalkuliertem Verlust der Flugzieldarstellungsdrohne dürfen die Kosten einer Zieldarstellung durch die Mirach 100 nicht übersteigen.

Nach Auswertung des Anforderungskataloges und Gegenüberstellung der technischen Möglichkeiten wurde der Entschluss gefasst, eine neue Art von Flugzieldarstellungsdrohnen zu entwickeln.

## Übersicht
Die DT-Familie besteht zurzeit (2009) aus folgenden Typen:
- Do-DT 25
- Do-DT 35
- Do-DT 45
- Do-DT 55